# 流漂子
《流漂子》，2009年客家電視台偶像劇，東映製作有限公司製作，行政院客家委員會贊助，由范植偉、黃玉榮、林健輝、夏于喬、胡盈禎、羅時豐、徐樂眉、鍾欣怡主演。2009年6月8日開鏡，2009年8月29日殺青，本劇於2009年10月7日上檔。本劇以臺北市永康街芒果冰店為主題。
|                  | 每個人都曾經年輕，每個人都有過青春夢，其滋味或青澀、或平淡、或甜美、或苦悶。如果要選一種水果來代表，你的青春滋味會是什麼？ |
| ——《流漂子》標語 | |

## 播出時間
以下時間以當地時間（台灣時間）為準

### 首播
| 片名   | 頻道       | 所在地 | 播放日期及時間                     |
| ------ | ---------- | ------ | ---------------------------------- |
| 流漂子 | 客家電視台 | 台灣   | 2009年10月7日每週一~週五20：00播出 |
| 流漂子 | 公視       | 台灣   | 2009年12月19日每週六21：00播出     |

### 重播
| 片名   | 頻道       | 所在地 | 播放日期及時間                         |
| ------ | ---------- | ------ | -------------------------------------- |
| 流漂子 | 客家電視台 | 台灣   | 2009年10月12日每週六、星期日15：00播出 |

## 演員陣容

### 主要演員
| 演員   | 角色          | 介紹 | 登場集數 |
| 范植偉 | 羅強          | 永康街貓王怪叔叔一號，人稱「小羅」，外表浪蕩不羈，卻是知名永康街芒果冰店創始者，把不起眼的芒果，成功推上國際舞台，打造了台灣的芒果奇蹟。但也由於一顆芒果，使他年輕時被誤認為不良少年，加上青春期的叛逆，差點走入歧途加入幫派。幸好其母始終未曾放棄，加上女友玲芬的專情守候，終於使他克服萬難，在人生最低潮時，找出屬於自己的人生道路。 |          |
| 黃玉榮 | 潘世豪 (阿潘) | 永康街貓王怪叔叔二號，小羅死黨，在「貓王三人組」中是比較斯文內向，也比較會唸書的一個。在好友老怪的牽線下，與師專美術科的美女成了一對，繼而促成小羅與玲芬的相識。後來為幫助小羅創業，運用現代科學技術改良芒果，是小羅打造台灣芒果奇蹟的重要功臣之一。                                                                                   |          |
| 林健輝 | 歐陽華 (老怪) | 永康街貓王怪叔叔三號，跟阿潘一樣是小羅的死黨。前後為阿潘、小羅兩人的戀情牽線，可惜自己卻始終沒有對象，老扮演「電燈泡」的角色。羨慕小羅的狷放，總想有一天可以脫離常軌，過過不羈的生活，可是又不敢真的使壞。後來變成銀行職員，在冰店遭逢危機時對小羅幫助甚大。                                                                           |          |
| 夏于喬 | 柯玲芬        | 對美食與感情同樣專一，是小羅的初戀女友，後來也成為他的妻子。自小家境富裕，在母親周大姊的照顧下，什麼家事都不會做，就愛吃美食。她放棄富家公子的追求選擇小羅，只因深信小羅不是平凡人，一定會成功，也因為她的謀略和遠見，幫助小羅將平凡的芒果幻化成迷人的芒果冰。雖然情路波折，最終緣分還是將兩人栓在一起。                               |          |
| 胡盈禎 | 蔡美女        | 師專美術科的氣質美女，玲芬的好友，在偶然的機會下認識阿潘墜入情網，但又因誤會而分開，幸好最後有情人終成眷屬。而她也是玲芬的感情軍師，經常鼓勵玲芬並為兩人製造機會。 |          |

### 其他演員
| 演員   | 角色   | 介紹 | 登場集數 |
| 徐樂眉 | 春妹   | 典型的客家傳統婦女，勤儉刻苦，個性堅毅，也為如何讓兒子小羅走上正途而煞費苦心，流過不少眼淚。因為丈夫只會空想做夢，讓她除了為生活日夜工作，還孤身跑去跟黑幫老大談判，終於讓小羅脫離幫派，改過向上。                                                                               |          |
| 羅時豐 | 羅傑   | 小羅的父親，個性詼諧，最大的夢想就是當董事長，雖然最終只留下一堆空有頭銜的名片，卻未因此沮喪放棄。說話風趣，常逗得身旁女性開心不已，不時鬧出點小桃花，是典型的黑狗兄阿伯。他對小羅最大的影響，是讓他了解雖然夢想未必能成真，但只要不放棄，永遠可以放膽追求自己的夢想與青春滋味。 |          |
| 戴士堯 | 羅剛   | 小羅的大哥，人如其名，個性老實木訥。當小羅過著荒唐歲月時，他盡心侍奉父母，讓小羅感念在心。後來他在小羅幫助下，在新加坡開設分店，也是小羅對他略盡的手足之情。 |          |
| 葛蕾   | 周大姐 | 玲芬的母親，商場上的女強人，縱橫黑白兩道，交際手腕極佳。臉上總是帶著笑容，可兇狠起來，瞬間翻臉不認人。曾經為了幫女兒出氣，下達江湖封殺令，逼得小羅無路可走自行認錯，是難得的女中豪傑。                                                                                           |          |
| 蔡閨   | 阿秋姨 | 羅家的鄰居，個性古道熱腸，經常幫羅母規勸小羅，是羅母最重要的好友。 |          |
| 鍾欣怡 | 謝淑媛 | 英文名字叫做安妮，小羅的同事，為了彌補心中的缺憾，介入小羅和玲芬的感情世界，硬是把小羅搶到身邊。但後來她覺悟強摘的果實不甜，放手讓小羅回到玲芬身邊。 |          |

### 客串演出
| 演員   | 角色   | 介紹 | 登場集數 |
| 胡瓜   | 蔡警官 | 美女的爸爸，幫派老大阿丁的死對頭，也是小羅家的鄰居。因為有他的幫忙，才讓小羅幾次與人發生衝突時都能大事化小。                                                   |          |
| 包小柏 | 阿丁   | 幫派窯口負責人，亦正亦邪。曾勸小羅為了母親，要趕快回家不要在外頭鬼混。小羅創業成功後，卻夥同手下白頭竊取冰店的技術，並冒充老闆騙取加盟金，但最後被白頭黑吃黑。 |          |
| 徐灝翔 | 白頭   | 阿丁的手下，也是小羅加入幫派時為他牽線安排的人。後來與阿丁假裝改邪歸正，騙過羅母進入冰店學技術，實際上卻另有所圖。                                             |          |
| 鄭凱中 | 鍾文良 | |          |
| 楊宗樺 |        | |          |
| 溫吉興 |        | |          |
| 凌瑄   |        | |          |
| 康殿宏 |        | |          |

## 電視劇歌曲
| 曲別   | 歌名       | 演唱者         | 作詞           | 作曲   |
| 片頭曲 | 海岸線     | 林昕陽、范植偉 | 黃韋皓、蘇恆生 | 黃韋皓 |
| 片尾曲 | 你們一分半 | 林昕陽         | 林健輝         | 林健輝 |

## 重要場景
- 宜蘭風清雅筑民宿
- 烏山頭水庫
- 台北市永康街
- 走馬瀨農場

## 製作團隊
- 製作人：伍中梅
- 編　劇：簡嘉伶、陳美珊、薛恭貴
- 導　演：余蒨蒨
- 製作公司：東映製作有限公司
- 贊助單位：行政院客家委員會

## 外部連結
- 《流漂子》官方網站 （页面存档备份，存于）
- 《流漂子》官方Facebook

## 作品的變遷
| 客家電視台 週一~週四 20:00 - 20:50   | 客家電視台 週一~週四 20:00 - 20:50 | 客家電視台 週一~週四 20:00 - 20:50 |
| ------------------------------------ | ---------------------------------- | ---------------------------------- |
|                                      | 流漂子 （2013.07.08 - 2013.08.08） |                                    |
| 雲頂天很藍 (2013.06.03 - 2013.07.05) | 阿婆的夏令營 (2013.08.12 - 2013.)  |                                    |

| 客家電視台 週一~週五20：00-21：00 | 客家電視台 週一~週五20：00-21：00 | 客家電視台 週一~週五20：00-21：00 |
| --------------------------------- | --------------------------------- | --------------------------------- |
|                                   | 流漂子 （2009.10.07 -2009.11.03） |                                   |
| -                                 | -                                 |                                   |